# Église Sant'Antonio a Tarsia
L'église Sant'Antonio a Tarsia (Saint-Antoine-de-Tarsia) est une église monumentale de Naples, donnant sur la place homonyme.

## Histoire et description

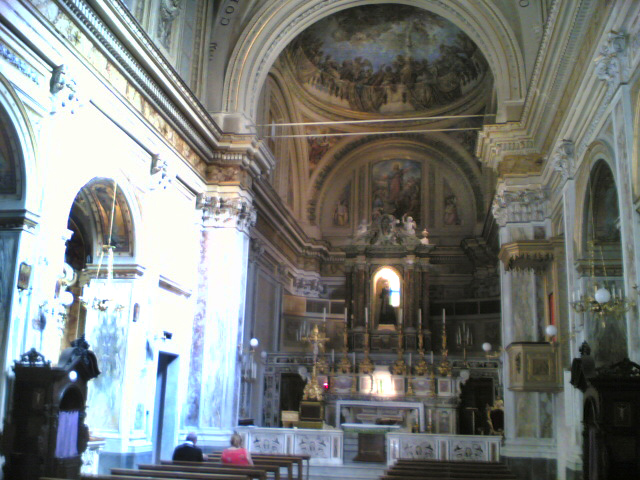
Intérieur de l'église en 2008.

L'église est fondée en 1550 sur un terrain donné par une certaine Evangelista Perrone au chapitre de Saint-Jean-de-Latran pour faire construire une première église, placée sous le vocable de la Madone du Secours, très vénérée dans le sud de l'Italie depuis une apparition de 1306 survenue à un père augustin, Nicola La Bruna, à Palerme. Ensuite cette première église est démolie pour laisser la place en 1559 à l'église actuelle, qui est concédée aux franciscains. Ceux-ci font aussi construire un nouveau couvent, dédié au Saint-Esprit. L'église prend bientôt le surnom de « Spiritosantiello », car il existait une basilique à proximité placée déjà sous le vocable du Saint-Esprit.
L'image sacrée de Saint Antoine de Padoue, qui se trouve à l'intérieur, est d'emblée fort vénérée par le peuple napolitain qui donne alors son nom à l'église.
L'église connaît de profonds remaniements dans la première moitié du XVIIIe siècle. Les stucs de la façade sont d'Angelo Viva; la précieuse statue de marbre de Saint Antoine est l'œuvre de Francesco Pagano. Le pavement de majolique de 1739 est de Donato Massa, tandis que sont conservés dans la sacristie  un tableau d'Andrea Vaccaro La Sainte Famille et un autre d'Andrea Miglionico, La Pentecôte.